# David Marca i Cañellas
David Marca i Cañellas (Tarragona, 1928) és un polític, escriptor i comentarista polític català, senador per la circumscripció de Girona en la IV i V Legislatura.
Economista i director d'empreses, ha estat vicepresident de la Cambra de Comerç i Indústria de Girona, directiu del Foment del Treball de Barcelona i President Provincial de Creu Roja i conseller de Punt Diari, Ràdio Costa Brava i Radio Pirineos, Ona Catalana i Ràdio Europa. Membre de Convergència Democràtica de Catalunya, fou senador per la província de Girona a les eleccions generals espanyoles de 1989 i 1993. Fou vicepresident segon de la Comissió d'Economia i Hisenda del Senat d'Espanya.

## Obres
- Les arrels dels nostres pobles (2001)
- Orfeó Canongí- Una gesta irrepetible 1930/2005 75 anys al servei de la cultura. Publicat el 2007 per Orfeó Canongí.